# Experimenteel proza
Experimenteel proza is de aanduiding voor een van traditioneel proza afwijkende vorm van literaire tekst door experimenten met vorm en inhoud. Het afwijken van conventies creëert vaak een vervreemdingseffect bij de lezer.
Een bekend Nederlands werk dat geldt als een vorm van experimenteel proza is Het boek Ik van Bert Schierbeek (1951). Ook staan er voorbeelden in de bundel Het mes in het beeld (1976), samengesteld door Jacq Vogelaar.
Een vorm van experimenteel proza in de Engelstalige literatuur is de cut-up-methode, een collage-vorm zoals bedacht door Brion Gysin en ontwikkeld door William S. Burroughs en Alexander Trocchi.

## Referentie
- Lemma experimenteel proza in het Algemeen Letterkundig Lexicon,  G.J. van Bork, D. Delabastita, H. van Gorp, P.J. Verkruijsse en G.J. Vis, 2012, geraadpleegd op 6 december 2021.